# Widawa
Die Widawa (deutsch Weide) ist ein rechter Nebenfluss der Oder in Niederschlesien, Polen. 

## Etymologie
In den ersten schriftlichen Erwähnungen wird der Fluss Vidaue (1175, Fälschung) und fluvium Widauam (1203, Fälschung) genannt. Der Name leitet sich wahrscheinlich vom germanischen *Wīda(h)wō mit der Bedeutung „weiter Fluss“ ab. Möglich wäre auch ein Zusammenhang mit dem indogermanischen Verbalnomen *ṷeidā „Gehen, gerade Richtung nehmen“.

## Verlauf
Die Widawa (Weide) entspringt bei Droltowice (Rudelsdorf) nahe der Stadt Twardogóra (Festenberg) und fließt zunächst in südliche Richtung, bis sie die Stadt Namysłów (Namslau) erreicht. Dort wendet sie sich nach Westen. Am weiteren Verlauf der Weide befinden sich die Städte Bierutów (Bernstadt) und Psie Pole (Hundsfeld), heute ein Stadtteil von Breslau. Nordöstlich von Breslau mündet sie bei dem Dorf Paniowice (Pannwitz) in die Oder. An der gleichen Stelle mündet auch die Schweidnitzer Weistritz als linker Nebenfluss in die Oder.